# شانون تويد
شانون لي تويد سيمونز (بالإنجليزية: Shannon Lee Tweed Simmons) هي ممثلة وعارضة ومنتجة أفلام كندية ولدت في 10 مارس 1957 في سانت جون، كندا. و هي واحدة من أنجح ممثلات الشبقية السائدة، تم تحديدها مع هذا النوع من الإثارة المثيرة. وظهرت في أكثر من 60 فيلمًا وفي العديد من البرامج التلفزيونية. وقد حصلت على لقب في بلاي بوي لعام 1982.

## روابط خارجية
- شانون تويد على موقع IMDb (الإنجليزية)
- شانون تويد على موقع ألو سيني (الفرنسية)
- شانون تويد على موقع ميوزك برينز (الإنجليزية)
- شانون تويد على موقع أول موفي (الإنجليزية)
- شانون تويد على موقع قاعدة بيانات الأفلام السويدية (السويدية)
- شانون تويد على موقع إن إن دي بي (الإنجليزية)
- شانون تويد على موقع قاعدة بيانات الفيلم (الإنجليزية)
- شانون تويد على موقع كينوبويسك (الروسية)